# Geschichte des Straßennetzes in Oman
Dieser Artikel behandelt die Geschichte des Straßennetzes in Oman.

## Geschichte des Straßennetzes
Bis 1970 gab es in Oman 6 Kilometer asphaltierte Straße, nämlich in der Hauptstadt Maskat rund um den Palast von Sultan Said ibn Taimur. Der totalitäre Herrscher investierte nichts in die Infrastruktur des damals sehr rückschrittlichen Landes. Eine alte Passstraße bestand von seinem Anwesen über die nahen Berge bei Amerat. Ansonsten waren Städte und Dörfer nur mittels einem Geländewagen oder Kamel erreichbar. Wüstenpisten verbanden die Orte damals miteinander, jedoch waren längere Reisen mit dem Geländewagen schwer umsetzbar, da kein Tankstellennetz bestand. Ab dem Machtwechsel von Sultan Qabus ibn Said im Jahr 1970 entstanden die ersten Planungen für ein Straßennetz. Die Herausforderung bestand vor allem im gebirgigen Norden Straßentrassen zu bauen. Hier mussten große Steinmengen abgetragen und gesprengt werden. Die Ausschreibung für den Bau des ersten asphaltierten Straßennetzes sicherte sich die österreichische Baufirma Strabag. Die Städte im Norden entlang der al-Batina-Ebene sollten miteinander verbunden werden. Ebenso wie die Ortschaften südlich des Hadschar-Gebirges und die Ölfelder nahe der saudi-arabischen Grenze rund um die Salzpfanne Umm as-Samin. Auch im krisengerüttelten Süden des Landes wurden rund um Salala, der Hauptstadt der Region Dhofar, Straßen gebaut. Das Straßennetz sollte folgende Routen beinhalten.
- Maskat – as-Sib (30 km)
- as-Sib – Sohar – Khatmat (300 km)
- Sohar – Buraimi und Al-Ain (120 km)
- as-Sib – Nizwa (150 km)
- Nizwa – Ölfelder von Fahud, Jibal und Natih
- Nizwa – Ibri (133 km)
- Salala – Thumrait (21 km)

Nach der Fertigstellung dieser großen Projekte wurde das Straßennetz immer weiter verbessert. Die erste Autobahn war die Route 1, der Batinah Costal Highway, welcher die V. Arabische Emirate und die omanische Hauptstadt Maskat miteinander verband.

## Straßennetz
Insgesamt gibt es in Oman ca. 60.000 Straßenkilometer. Etwa 30.000 Kilometer davon sind asphaltierte Straßen. 2000 Autobahnkilometer existieren in Oman, diese befinden sich vor allem im Norden des Landes.

## Straßenprojekte
in Oman gibt es Stand November 2015 viele Projekte, die den Straßenbau betreffen. Die wichtigsten Bauvorhaben sind:
- Batinah-Costal Highway (Route 1), Ausbau auf vier Fahrspuren, Maskat – VAE[3]
- Sumail – Bidbid – Sur, Autobahn mit drei Fahrstreifen[4]
- Nizwa – Thumrait – Adam – Salala, Autobahn mit zwei Fahrstreifen, mehrere Bauphasen[5]
- Ibri – Saudi-Arabien, Fernstraße durch die Rub-al-Chali-Wüste[6][7]

## Sicherheit
Unfälle mit Verletzten und Toten sind in Oman keine Seltenheit. Im Jahr 2013 gab es im Sultanat knapp 8000 Unfälle auf den nationalen Straßen. Dabei verletzen sich circa 10.000 Menschen pro Jahr. Im Durchschnitt sterben bei jedem Unfall 0,7 Menschen.

## Nummerierung
Alle wichtigen Straßen in Oman sind nummeriert: von 1 bis 51 mit ein paar Ausnahmen. Neue Straßen sind in dieser Liste nicht integriert. Auf Wegweisern findet man die Nummern aber meist nur selten. Der Buchstabe R steht für Route.

## Beschilderung
In Oman ist der Hintergrund der Wegweiser blau. Die Beschriftung ist zweisprachig, unten auf Englisch und oben auf Arabisch. Spezielle Verkehrszeichen wie Kamele kreuzen oder Sanddünen sind für die Region normal.

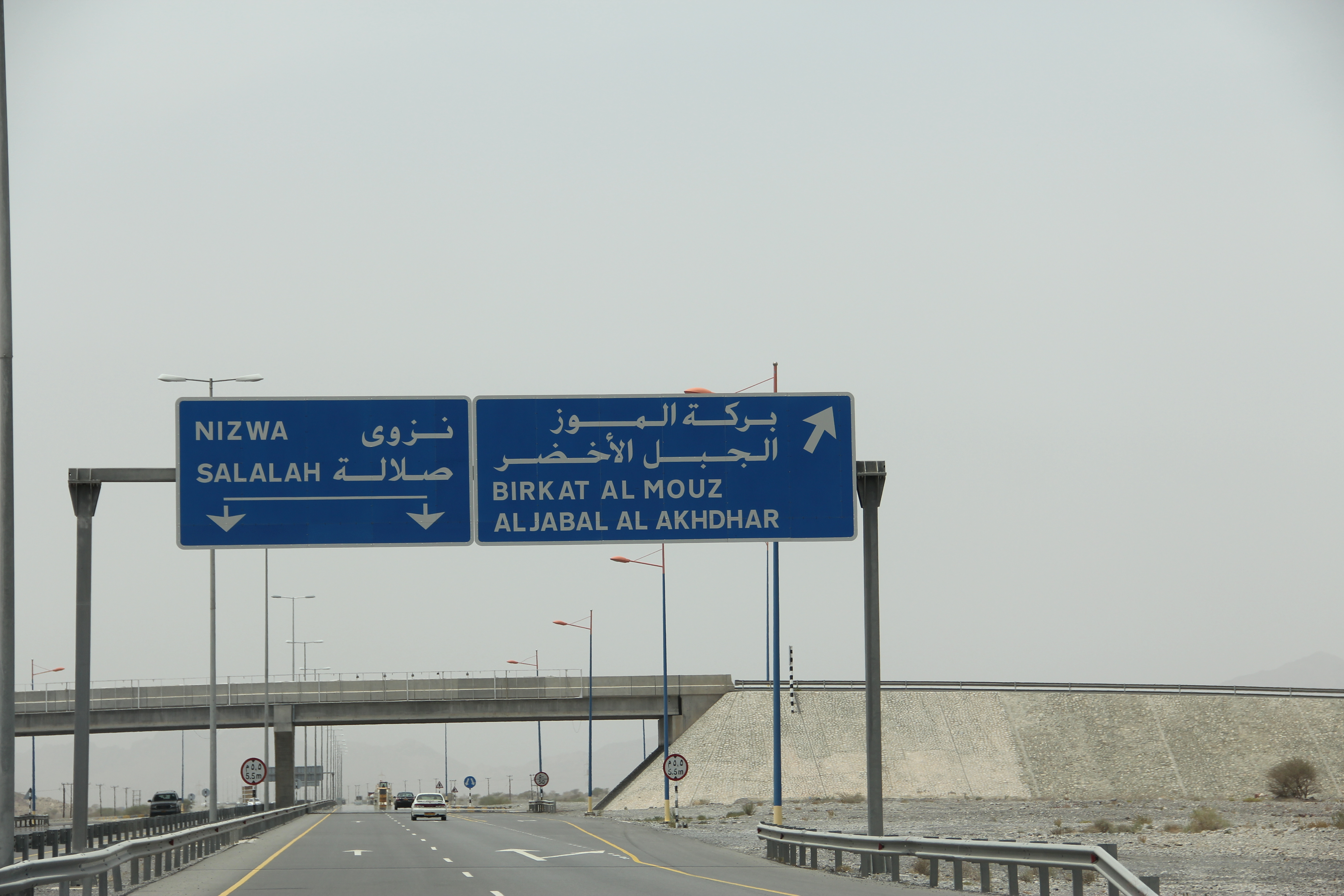
Wegweiser auf der Route 15

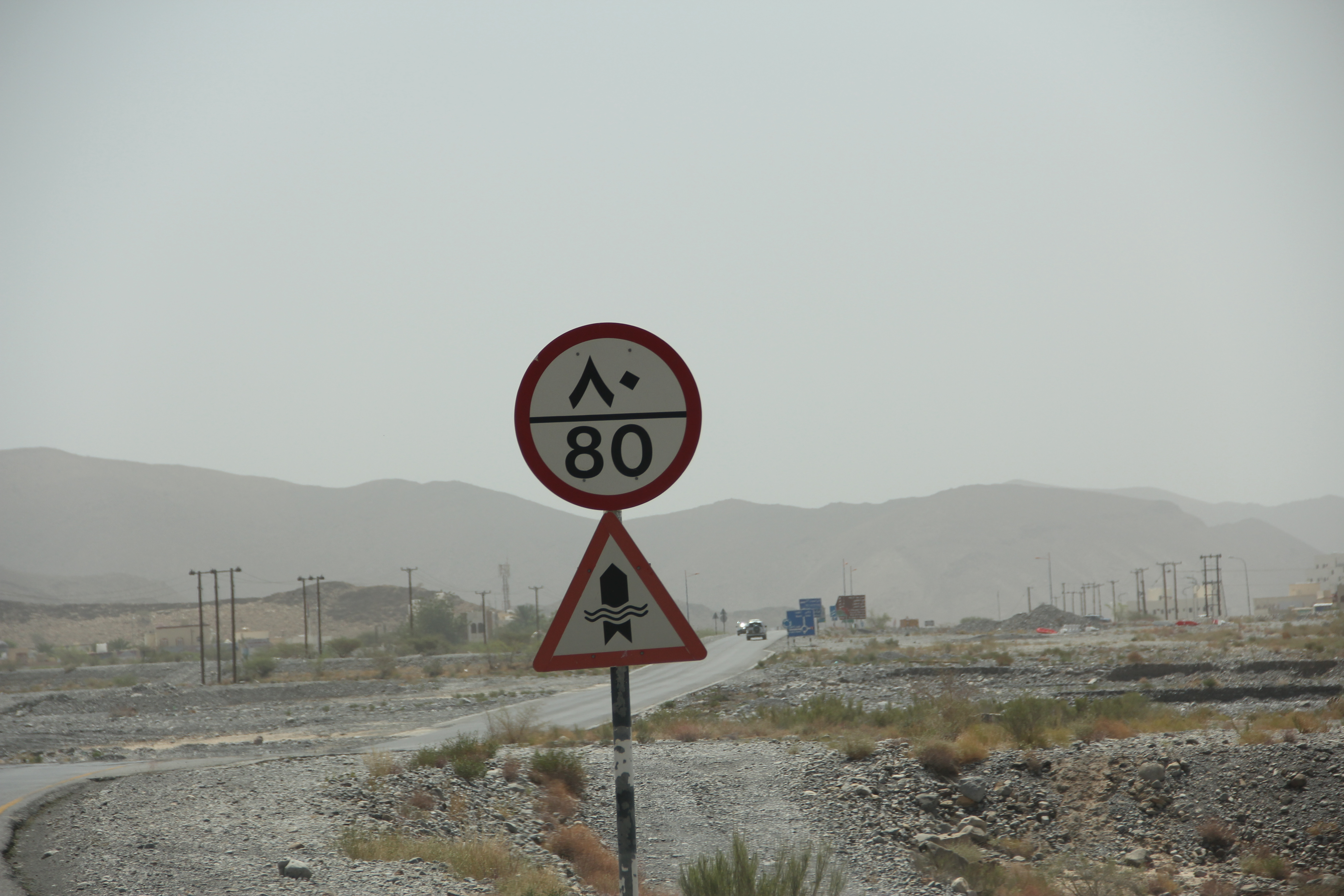
Höchstgeschwindigkeit 80 und Hinweis auf Furt durch Wadi

## Geschwindigkeitsbegrenzungen
Grundlegend darf man in Oman auf Autobahnen und Schnellstraßen 100 km/h schnell fahren. Auf der Route 1 und der Route 15 liegt das Maximum bei 120 km/h. Auf normalen Fernstraßen gilt Tempo 80. Auf Hauptstraßen und Nebenstraßen variiert die Geschwindigkeitsbegrenzung zwischen 40 km/h und 80 km/h.

## Liste der offiziellen Fernstraßen
Diese Liste beinhaltet alle Straßen, welche eine, vom Staat Oman zugeteilte, Straßenbezeichnung aufweisen.
| Straßenname             | Verlauf                                          | Länge           |
| ----------------------- | ------------------------------------------------ | --------------- |
| Route 1                 | Maskat – as-Sib – Suhar – VAE                    | 314 km          |
| Route 2                 | VAE – al-Chasab                                  | 46 km           |
| Route 3                 | Bu Baqara (Route 1) – VAE                        | 12 km           |
| R5 Route 5              | Al Aqar (Route 1) – Hatta (VAE) – Al-Jizer – VAE | 31 km           |
| Route 7                 | Faladsch al-Qubail (Route 1) – Buraimi – VAE     | 98 km           |
| R8 Route 8              | Suhar – Yanqul – ad-Dariz (Route 9)              | 149 km          |
| R9 Route 9              | Ibri – al-Chabura (Route 1)                      | 132 km          |
| R10 Route 10            | Miskin (Route 9) – Rustaq                        | 73 km           |
| R11 Route 11            | Al Musanaah (Route 1) – Rustaq                   | 43 km           |
| R13 Route 13            | Barka – Nachl – Rustaq                           | 93 km           |
| R15 Route 15            | Maskat – Samail – Nizwa – Dschabrin (Route 21)   | 171 km          |
| R17 Route 17            | Maskat – Quriat – Sur                            | 204 km          |
| R21 Route 21            | Nizwa – Bahla – Ibri – VAE                       | 270 km          |
| R23 Route 23            | Bidbid – Ibra – al-Kamil – Sur                   | 268 km          |
| R25 Route 25            | Al Jarda – Al Hayema                             | 104 km          |
| R27 Route 27            | Adam – Sinaw – Al Rawdha (Route 23)              | 121 km          |
| R28 Route 28            | Lizq (Route 27) – Ibra                           | 53 km           |
| R29 Route 29            | Ibri – Natih – Qarrat al Milh (Route 31)         | 214 km          |
| Route 31                | Nizwa – Adam – Haima – Thumrait – Salalah        | 867 km          |
| R32 Route 32            | Sinaw – Duqm – Madrakah (Route 41)               | 436 km          |
| R33 Route 33            | Izki – Sinaw                                     | 83 km           |
| R35 Route 35            | al-Kamil – Bani Bu Ali – Al Ashkharah            | 66 km           |
| R37 Route 37            | Haima – As Sadanat (Route 32)                    | 157 km          |
| R39 Route 39            | Thumrait – Marmul – Haima                        | 416 km          |
| R41 Route 41            | Marmul – Schalim – Madrakah (Route 32)           | 351 km          |
| R42 Route 42            | Schalim – Hasik (Route 49)                       | 128 km          |
| R43 Route 43            | Thumrait – Shisr – Al Hashmann                   | 146 km          |
| Route 45                | Thumrait – Mudayy – Kreuzung (Route 47)          | 165 km          |
| Route 47                | Salala – Dalkut – Jemen                          | 162 km          |
| Route 49                | Salala – Taqa – Hasik (Route 42)                 | 186 km          |
| R51 Route 51            | Masira                                           | 139 km          |
| Muscat-Expressway       | Maskat – as-Sib – Barka                          | 54 km           |
| Al-Sharqiyah-Expressway | Bidbid – Ibra – al-Kamil – Sur                   | 248 km (in Bau) |
| Al-Batinah-Expressway   | Maskat – Barka – As-Suwaiq – Suhar – VAE         | 270 km          |

## Grenzübergänge

### Vereinigte Arabische Emirate
| Stadt in Oman   | Straße in Oman | Straße in VAE | nächste Stadt in VAE |
| --------------- | -------------- | ------------- | -------------------- |
| Khatmat Milahah | Route 1        |               | Kalba, Fudschaira    |
| Aswad           | Route 3        |               | Huwaylat             |
|                 | Route 5        | E44           | Hatta, al-Madam      |
| Buraimi         | Route 7        | E66           | Al-Ain               |
| Buraimi         | Route 7        | E7            | Al-Ain               |
| Hafit           | Route 21       | E7, E30       | Mazyad, Al-Ain       |
|                 |                |               | Al-Wagan             |

### Musandam
| Stadt in Oman        | Straße in Oman | Straße in VAE | nächste Stadt in VAE |
| -------------------- | -------------- | ------------- | -------------------- |
| Tibat                | Route 2        | E11           | Schams, Port Saqr    |
| Wadi Khabb As Shamsi |                |               | Wadi Bih             |
| Dibba                |                | E99           | Al Kubus, Al Aqqah   |

### Jemen
Seit dem 20. Januar 2016 hat das Sultanat Oman alle Grenzübergänge nach Jemen geschlossen. Man befürchtet Angriffe von jemenitischen Rebellen. Derzeit ist die Einreise vom Oman in den Jemen de facto nicht möglich.
| Stadt in Oman | Straße in Oman | Straße in Jemen | nächste Stadt in Jemen |
| ------------- | -------------- | --------------- | ---------------------- |
| Sarfayt       | Route 47       | N 4             | Hawf                   |
| Habarut       |                |                 |                        |
| Al Mazyunah   | Route 45       | P 5             | Makinat-Shihan         |

### Saudi-Arabien
| Stadt in Oman   | Straße in Oman | Straße in Saudi-Arabien | nächste Stadt in Saudi-Arabien |
| --------------- | -------------- | ----------------------- | ------------------------------ |
| Ramalat Khaylah | [ 13 ]         | 95                      |                                |